# 33-я сессия Комитета всемирного наследия ЮНЕСКО
33-я се́ссия Комите́та Всеми́рного насле́дия ЮНЕ́СКО проходила в городе Севилье, Испания с 22 по 30 июня 2009 года под председательством Марии Хесус Сан Сегундо, министра образования и науки Испании. На рассмотрение было представлено 30 объектов наследия — 4 природных, 23 культурных и 3 смешанных.
В результате работы сессии список пополнился 13 новыми объектами, из них 2 — природных и 11 — культурных. Были расширены: Риф Туббатаха, Исторические памятники Левочи и Соляные заводы в Салэн-ле-Бэн. Исключён из списка — Дрезденская долина Эльбы.Кроме того, были внесены изменения в список объектов всемирного наследия под угрозой уничтожения. Данный список пополнился четырьмя объектами, один объект был из него исключён.
По состоянию на 28 июня 2009 года в списке находилось 890 объектов всемирного наследия.

## Объекты, внесённые в Список всемирного наследия
| #  | Изображение       | Название                               | Местоположение      | №    | Критерии        |
| -- | ----------------- | -------------------------------------- | ------------------- | ---- | --------------- |
| 1  |                   | Ваттовое море                          | Германия Нидерланды | 1314 | viii, ix, x     |
| 2  | массив Сассолунго | Доломитовые Альпы                      | Италия              | 1237 | vii, viii       |
| 3  |                   | Башня Геркулеса                        | Испания             | 1312 | iii             |
| 4  |                   | Город Ла-Шо-де-Фон                     | Швейцария           | 1302 | iv              |
| 4  |                   | Город Ле-Локль                         | Швейцария           | 1302 | iv              |
| 5  |                   | Гора Утайшань                          | Китай               | 1279 | ii, iii, iv, vi |
| 6  |                   | Гидравлическая система Шуштара         | Иран                | 1315 | i, ii, v        |
| 7  |                   | Гора Сулайман-Тоо                      | Киргизия            | 1230 | iii, vi         |
| 8  |                   | Королевские захоронения династии Чосон | Южная Корея         | 1319 | iii, iv, vi     |
| 9  |                   | Руины Лоропени                         | Буркина-Фасо        | 1225 | iii             |
| 10 |                   | Город Сидаде-Велья                     | Кабо-Верде          | 1310 | ii, iii, vi     |
| 11 |                   | Священный город Караль-Супе            | Перу                | 1269 | ii, iii, iv     |
| 12 |                   | Акведук Понткисиллте                   | Великобритания      | 1303 | i, ii, iv       |
| 13 |                   | Дворец Стокле                          | Бельгия             | 1298 | i, ii           |